# Erotica (Erwin de Vries)
Erotica is een kunstwerk in Amsterdam Nieuw-West.
De kunstenaar Erwin de Vries kreeg van de gemeente Amsterdam rond 1971 de opdracht een sculptuur te maken voor plaatsing in een plantsoen tussen de Jan Tooropstraat en de achterzijde van laagbouwflats aan de Jan Voermanstraat. De Vries kwam met een aluminium beeld van vijf meter lengte en twee meter hoogte, dat in verband met de benodigde stevigheid intern voorzien moest worden van een stalen versterking. Erotica is een eerbetoon van De Vries aan de erotiek, een intensieve levensdrang die in zijn ogen het belangrijkste is in het leven. Het beeld zou oorspronkelijk 30.000 gulden kosten, maar vanwege de versterking en het glanzend maken van het aluminium liep die prijs verder op. De Vries liet in juni 1972 vanuit Paranam Suriname 500 kilo Lingotaluminium overkomen
Het beeld werd gemaakt aan de hand van een handzamer model dat op een eettafel past. In het onderstuk is "Erwin 1972" uitgespaard. Het beeld werd uiteindelijk op 27 november 1973 onthuld door minister van Volkshuisvesting Hans Gruijters.

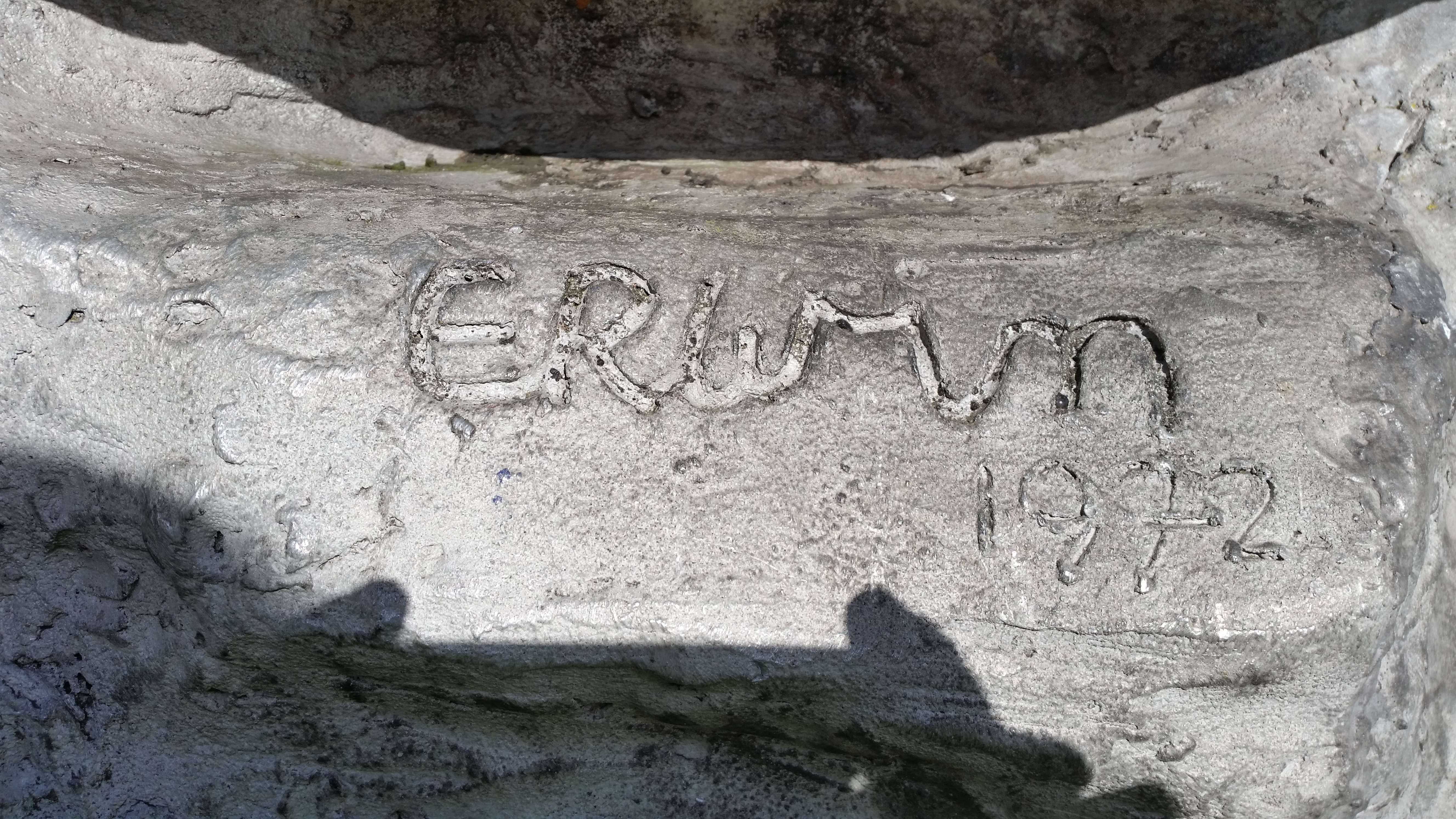
Erwin 1972 (september 2019)

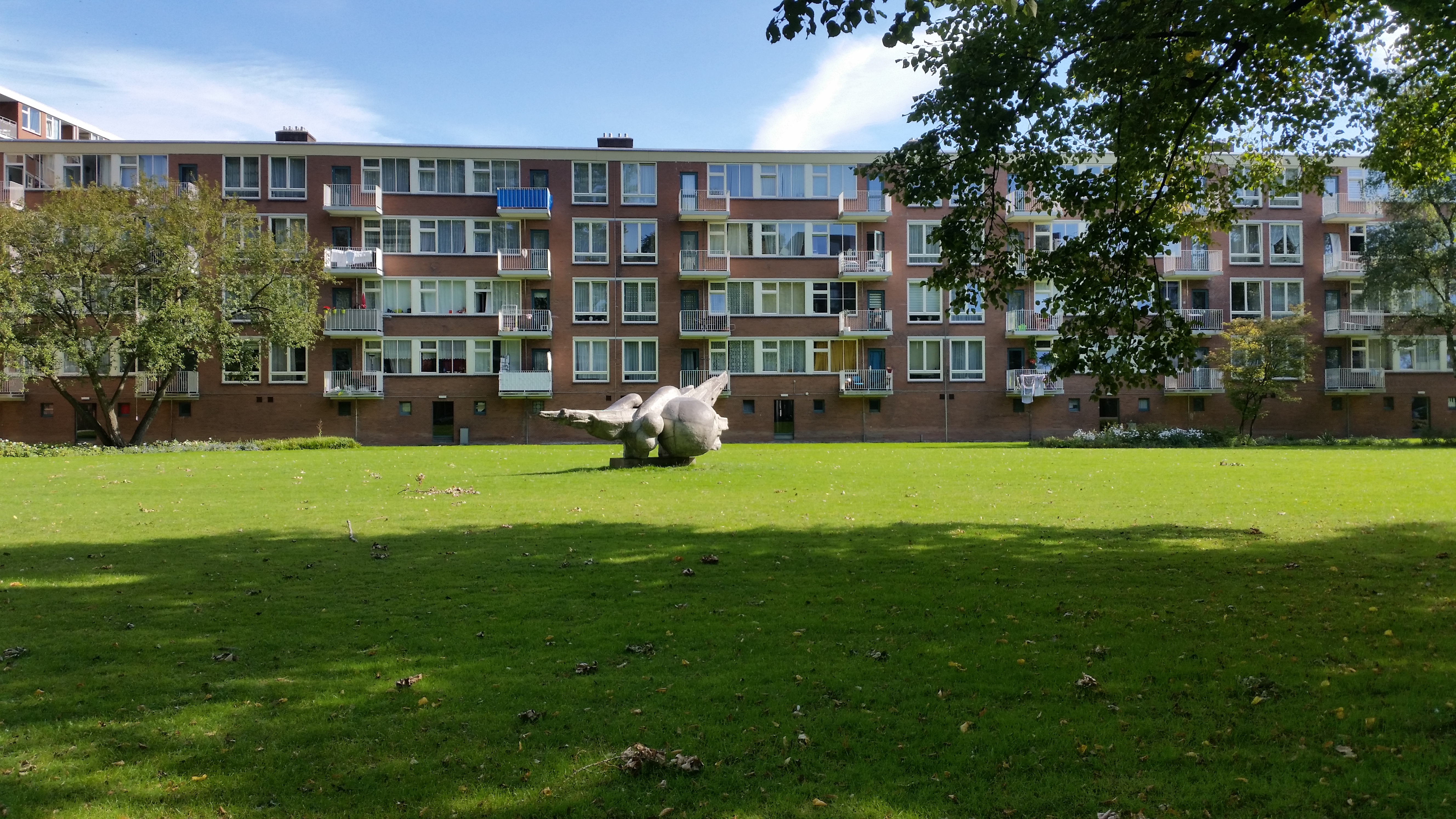
Erotica in het veld met op de achtergrond flats Jan Voermanstraat (september 2019)